# Haliplus rubidus
Haliplus rubidus is een keversoort uit de familie watertreders (Haliplidae). De wetenschappelijke naam van de soort is voor het eerst geldig gepubliceerd in 1857 door Perris.